# Hamilton (film)
Hamilton är en svensk långfilm från 1998 i serien av filmer med Carl Hamilton, Jan Guillous fiktiva svenska underrättelseagent.

## Handling
Den svenske underrättelseagenten Carl Hamilton får bråda dagar när man upptäcker att en grupp sovjetiska rebeller har för avsikt att smuggla en kärnvapenrobot genom Sverige. Carl och hans kollega Åke Stålhandske måste riskera liv och lem för att stoppa upprorsmännen. Uppdraget för dem till Ryssland, USA och slutligen Libyen där dramat når sin kulmen.

## Om filmen
Filmen är inspelad i Enköping, Kiruna, Murmansk, Ouarzazate samt på Viks slott. Den hade världspremiär i Sverige och Norge den 30 januari 1998 och är tillåten från 15 år. Filmen baseras på sista delen ur Ingen mans land och första delen ur Den enda segern.

## Rollista (urval)
- Peter Stormare – kommendörkapten Carl Hamilton
- Lena Olin – Tessie (fru Hamilton)
- Mark Hamill – Mike Hawkins
- Mats Långbacka – major Åke Stålhandske
- Madeleine Elfstrand – Anna
- Thomas Hedengran – Gustavsson
- Mikael Ahlberg – Andersson
- Christer Söderlund – Ulfsson
- Jevgenij Lazarev – Jurij Tjivartsjev
- Terry Carter – Texas Slim
- Per Grytt – Per Molander
- Per Flygare – Jansson
- Lena-Pia Bernhardsson – Niemi
- Krister Henriksson – förhörsledare
- Douglas Johansson – Matti
- Gustav Levin – officer
- Niels Dybeck – överbefälhavare
- Göran Forsmark – polisman (ej krediterad)

## Musik i filmen
- "And Then the Tears Came", framförd av Playground International
- "Nomans Land"
- "Rachid Taha & Carte de Jour-ya Rayah"
- "Comin' Home"
- "Stålhandskes Wedding"
- "No Loose Ends"